# Retortillo
Retortillo é um município da Espanha na província de Salamanca, comunidade autónoma de Castela e Leão, de área 64,57 km² com população de 251 habitantes (2007) e densidade populacional de 4,07 hab/km².

## Mina
Uma mina de urânio em Retortillo é proposta pela Berkeley Minera, uma empresa de mineração australiana. Estando a apenas 50 km da Fronteira Espanha-Portugal, um protesto foi realizado em Portugal por vários grupos de protesto ibéricos, eles se opõem à mina e também marcados como o aniversario do desastre de mineração na Espanha conhecido como o desastre de Doñana. O governo português pediu ao governo espanhol uma reunião sobre a mina.

## Demografia
| Variação demográfica do município entre 1991 e 2004 | Variação demográfica do município entre 1991 e 2004 | Variação demográfica do município entre 1991 e 2004 | Variação demográfica do município entre 1991 e 2004 |
| --------------------------------------------------- | --------------------------------------------------- | --------------------------------------------------- | --------------------------------------------------- |
| 1991                                                | 1996                                                | 2001                                                | 2004                                                |
| 304                                                 | 275                                                 | 251                                                 | 264                                                 |